# Schefflera clavigera
Schefflera clavigera är en araliaväxtart som beskrevs av David Gamman Frodin. Schefflera clavigera ingår i släktet Schefflera och familjen araliaväxter. Inga underarter finns listade.